# Vestfalski jezik
Vestfalski jezik (ISO 639-3: wep; westfaelisch, westfälisch), jedan od deset donjosaskih jezika, šire donjonjemačke skupine, kojim govori nepoznat broj ljudi na zapadu Njemačke u Vestfaliji (Westfalen). Govornici se služe i njemačkim standardnim jezikom.

## Vanjske poveznice
- Ethnologue (14th)
- Ethnologue (15th)